# Frank Socolow
Frank Socolow (Nueva York, Estados Unidos, 18 de septiembre de 1923 - 30 de abril de 1981) fue un saxofonista de jazz  y oboista.
Socolow comenzó su carrera en los comienzos de los años 40s tocando swing en bandas lideradas por Georgie Auld, Ted Fio Rito, Roy Stevens, Van Alexander y Shep Fields. En 1944 comenzó a tocar con la Boyd Raeburn Orchestra. En 1945 grabó la primera de sus dos únicas grabaciones como líder con Freddie Webster y un joven Bud Powell para Duke Records.
Él fue miembro de la banda de Buddy Rich durante su corta existencia, viajó por Escandinavia junto con Chubby Jackson durante su tour de 1947-48, participó en la banda de Artie Shaw entre 1949 y 1950, y realizó grabaciones con una variedad de artistas durante la década de 1950, incluyendo a Johny Bothwell, Charlie Ventura, Gene Krupa, Sal Salvador, Maynard Ferguson, Terry Gibbs, Cecil Payne, Manny Albam, Hal McKusick, Johny Richards, Bill Russo, Joe Morello y Bobby Scott. Su único álbum, Sounds by Socolow, fue lanzado en 1956 por Bethlehem Records, con arreglos de Bill Holman, Manny Albam, y Sal Salvador, el cual también contribuyó con la guitarra. Socolow falleció en Nueva York en 1981.